# Bryan González
Bryan Alonso González Olivan, plus connu sous le nom de Bryan González, né le 10 avril 2003 à Juárez, est un footballeur mexicain qui joue au poste d'ailier avec le CF Pachuca ainsi qu'en équipe du Méxique des moins de 17 ans.

## Carrière

### En club
González fait ses débuts avec le CF Pachuca le 30 octobre 2020 à l'occasion d'un match de championnat mexicain apertura contre le Club Tijuana, entrant en jeu à la place de Víctor Dávila dans cette victoire 2-0 de son club à l'extérieur.

### En sélection nationale
En octobre et novembre 2019, Bryan González est sélectionné pour la Coupe du monde des moins de 17 ans au Brésil, où il joue toutes les rencontres. Les Mexicains atteignent la finale de la compétition, ayant déjà été champions en 2005 et 2011. Gonzalez marque notamment un but lors de la finale contre le Brésil, donnant un temps l’avantage aux Mexicains, finalement défaits par les hôtes de la compétition.

## Palmarès
Mexique -17 ans
- Championnat de la CONCACAF des moins de 17 ans
  - Vainqueur en 2019.
- Coupe du monde des moins de 17 ans
  - Finaliste en 2019.